# Joseph Zivy
Joseph Zivy (né le 23 décembre 1865 à Biesheim (Haut-Rhin) et mort le 1er mai 1935 à Wintzenheim (Haut-Rhin) est rabbin de Wintzenheim, grand-rabbin intérimaire de Colmar en 1914 conjointement avec le rabbin Moïse Ginsburger. Par son mariage avec Lucie Debré, il devient le beau-frère des rabbins Joseph Bloch et Moïse Debré et cousin par alliance des rabbins Simon Debré et Isaac Schwartz.

## Biographie
Joseph Zivy est né le 23 décembre 1865 à Biesheim (Haut-Rhin). 
Son père est Borach "Baruch" Zivy, né le 24 février 1814 à Biesheim (Haut-Rhin) et mort le 11 11 mars 1910 à Biesheim (Haut-Rhin). Sa mère est Caroline Dockes (ou Duckes), la seconde épouse de son père, née le 31 janvier 1836 à Hattstatt (Haut-Rhin) et morte le 31 décembre 1913 à Biesheim (Haut-Rhin).
Il a un frère Paul Zivy né le 11 juin 1861 à Biesheim (Haut-Rhin) et mort le 2 août 1916 à Biesheim (Haut-Rhin. Il a une sœur, Babette Zivy, épouse Salomon, née le 29 octobre 1862 à Biesheim (Haut-Rhin) et morte en 1940.
Il épouse, en secondes noces, Lucie Debré née le 30 septembre 1876 à Westhoffen (Bas-Rhin) et morte le 31 mai 1972 à Pfastatt (Haut-Rhin). Elle est la fille de Anselme Angeli Ludvig Debré né le 28 septembre 1843 à Westhoffen (Bas-Rhin) et mort le 12 janvier 1912 à Westhoffen (Bas-Rhin) et de Amélie Cahn (ou Kahn) née le 1er janvier 1850 à Hatten (Bas-Rhin) et morte le 10 mars 1914 à Westhoffen (Bas-Rhin).

### Études
Il étudie à l'école primaire israélite de Biesheim et ensuite à l'école primaire supérieure de Neuf-Brisach (Haut-Rhin), ses parents ayant déménagé à cet endroit.